# غاريث إيفانز
غاريث إيفانز (بالإنجليزية: Gareth Evans)‏ (10 يناير 1987 في المملكة المتحدة - ) هو لاعب كرة قدم بريطاني في مركز الدفاع. لعب مع نادي ريكسهام ونادي شمال كارولاينا واوكلاهوما سيتي أنرجي وCefn Druids A.F.C. ‏ ونورثويتش فيكتوريا ونادي تاموورث وWilmington Hammerheads FC ‏ وChester F.C. ‏ وVauxhall Motors F.C. ‏ وAustin Aztex ‏ وReal Maryland F.C. ‏ وAustin Aztex FC ‏.

## وصلات خارجية
- غاريث إيفانز على موقع قاعدة بيانات كرة القدم.إي يو (الإنجليزية)
- غاريث إيفانز على موقع Soccerbase.com (لاعب) (الإنجليزية)